# Auftauchen, um Luft zu holen
Auftauchen, um Luft zu holen (auch als Das verschüttete Leben herausgegeben, Originaltitel: Coming Up for Air) ist ein im Juni 1939 veröffentlichter Roman von George Orwell.
Orwell setzt sich in seinem Roman mit der in ländlicher Idylle verbrachten Kindheit des Ich-Erzählers George „Fatty“ Bowling vor dem Hintergrund des heraufziehenden Krieges in Europa auseinander. In diesem frühen Roman zeigt sich bereits Orwells tiefer Pessimismus gegenüber der Entwicklung der modernen Welt.

## Handlung
Als der Vertreter der „Fliegender Salamander“-Versicherung George Bowling bei einem Pferderennen unverhofft 17 Pfund gewinnt, beschließt er, zumindest für kurze Zeit aus seinem aus zwei Kindern und der sich ewig um Geld sorgenden Frau Hilda bestehenden tristen Alltag auszubrechen. Er überlegt zunächst, ob er für das Geld zu einer Prostituierten gehen soll, entscheidet sich dann jedoch spontan und heimlich für einen kurzen Ausflug in die Welt seiner Jugend vor dem Ersten Weltkrieg, das Dorf Lower Binfield.
Als er in Lower Binfield ankommt, muss er jedoch feststellen, dass es diese Welt nicht mehr gibt. Das ehemals zumindest in Bowlings Erinnerung idyllische Lower Binfield ist zu einer seelenlosen Industriestadt geworden, in der er die Orte und Geschäfte von früher kaum wiedererkennt. Auch ihn kennt in der Stadt niemand mehr, und abgesehen vom Pfarrer und einer Jugendliebe trifft er keine ihm noch bekannte Person. Resigniert kehrt er nach Hause zurück ins „Verschüttete Leben“, wo seine Frau ihn wegen seines Wegbleibens (und eines geplatzten Alibis) einer Affäre bezichtigt.
Obwohl Georg Bowling seine Tage in Lower Binfield größtenteils damit verbringt, zu trinken und herumzuwandern, gelingt es ihm dennoch, Kraft aus den Erinnerungen an die als besser empfundene Vergangenheit zu schöpfen. Wie der Romantitel Coming up for Air zum Ausdruck bringt, handelt es sich dabei um ein Luftholen in der Historie, vor dem Eintritt in eine unmenschliche Zukunft.

## Ausgaben
- Coming up for Air. London: Victor Gollancz Ltd. 1939.
- Auftauchen, um Luft zu holen. Roman. Aus dem Engl. von Helmut M. Braem. Zürich: Diogenes Verlag 1999. ISBN 3-25720804-9
- Das verschüttete Leben. Roman. Aus dem Engl. von Helmut M. Braem, überarbeitet von Irene Muehlon. Zürich: Neue Diana Press 1973. ISBN 3-87158265-4